# Чемпионат мира по футболу 2022 (отборочный турнир, УЕФА, группа F)
Жеребьёвка отборочного турнира европейской квалификации чемпионата мира 2022 прошла в Цюрихе 7 декабря 2020 года. В группу F зоны УЕФА попали сборные по футболу следующих стран: Дания, Австрия, Шотландия, Израиль, Фарерские острова и Молдавия.
Матчи в группе F прошли с 25 марта 2021 года по 15 ноября 2021 года.
Сборная Дании, занявшая первое место, вышла в финальную часть чемпионата мира напрямую. Сборная Шотландии, занявшая второе место, принимала участие в стыковых матчах за право выхода в финальную часть турнира. Австрия, занявшая четвëртое место, вышла в раунд плей-офф через Лигу наций УЕФА. Все остальные не прошли квалификацию и не попали в финальную часть.
| Поз | Команда           | И  | В | Н | П | МЗ | МП | РМ  | О  | Квалификация                                 |     | Дания | Шотландия | Израиль | Австрия | Фарерские острова | Молдова |
| --- | ----------------- | -- | - | - | - | -- | -- | --- | -- | -------------------------------------------- | --- | ----- | --------- | ------- | ------- | ----------------- | ------- |
| 1   | Дания             | 10 | 9 | 0 | 1 | 30 | 3  | +27 | 27 | Квалификация на Чемпионат мира 2022          |     | —     | 2:0       | 5:0     | 1:0     | 3:1               | 8:0     |
| 2   | Шотландия         | 10 | 7 | 2 | 1 | 17 | 7  | +10 | 23 | Выход в раунд плей-офф                       |     | 2:0   | —         | 3:2     | 2:2     | 4:0               | 1:0     |
| 3   | Израиль           | 10 | 5 | 1 | 4 | 23 | 21 | +2  | 16 |                                              |     | 0:2   | 1:1       | —       | 5:2     | 3:2               | 2:1     |
| 4   | Австрия           | 10 | 5 | 1 | 4 | 19 | 17 | +2  | 16 | Выход в раунд плей-офф через Лигу наций УЕФА |     | 0:4   | 0:1       | 4:2     | —       | 3:1               | 4:1     |
| 5   | Фарерские острова | 10 | 1 | 1 | 8 | 7  | 23 | −16 | 4  |                                              |     | 0:1   | 0:1       | 0:4     | 0:2     | —                 | 2:1     |
| 6   | Молдова           | 10 | 0 | 1 | 9 | 5  | 30 | −25 | 1  |                                              | 0:4 | 0:2   | 1:4       | 0:2     | 1:1     | —                 |         |

## Результаты
Расписание матчей было опубликовано УЕФА после жеребьёвки 10 декабря 2020 года в Цюрихе.

### 1 тур
| Израиль | 0:2   | Дания                    |
| ------- | ----- | ------------------------ |
|         | отчёт | Брейтуэйт 13′ · Винд 67′ |

| Молдова       | 1:1   | Фарерские острова |
| ------------- | ----- | ----------------- |
| Николаеску 9′ | отчёт | М. Ольсен 83′     |

| Шотландия               | 2:2   | Австрия            |
| ----------------------- | ----- | ------------------ |
| Хэнли 71′ · Макгинн 85′ | отчёт | Калайджич 55′, 80′ |

### 2 тур
| Дания                                                                                             | 8:0   | Молдова |
| ------------------------------------------------------------------------------------------------- | ----- | ------- |
| Дольберг 19′ (пен.), 48′ · Дамсгор 22′, 29′ · Ларсен 35′ · Йенсен 39′ · Сков 81′ · Ингвартсен 89′ | отчёт |         |

| Австрия                                        | 3:1   | Фарерские острова |
| ---------------------------------------------- | ----- | ----------------- |
| Драгович 30′ · Баумгартнер 37′ · Калайджич 44′ | отчёт | Наттестад 19′     |

| Израиль   | 1:1   | Шотландия   |
| --------- | ----- | ----------- |
| Перец 44′ | отчёт | Фрейзер 56′ |

### 3 тур
| Австрия | 0:4   | Дания                                          |
| ------- | ----- | ---------------------------------------------- |
|         | отчёт | Сков Ольсен 58′, 74′ · Меле 63′ · Хёйбьерг 67′ |

| Молдова  | 1:4   | Израиль                                             |
| -------- | ----- | --------------------------------------------------- |
| Карп 29′ | отчёт | Захави 45+2′ · Соломон 57′ · Даббур 64′ · Натхо 66′ |

| Шотландия                                 | 4:0   | Фарерские острова |
| ----------------------------------------- | ----- | ----------------- |
| Макгинн 7′, 53′ · Адамс 60′ · Фрейзер 70′ | отчёт |                   |

### 4 тур
| Дания               | 2:0   | Шотландия |
| ------------------- | ----- | --------- |
| Васс 14′ · Меле 15′ | отчёт |           |

| Фарерские острова | 0:4   | Израиль                             |
| ----------------- | ----- | ----------------------------------- |
|                   | отчёт | Захави 12′, 44′, 90+2′ · Даббур 52′ |

| Молдова | 0:2   | Австрия                              |
| ------- | ----- | ------------------------------------ |
|         | отчёт | Баумгартнер 45+1′ · Арнаутович 90+4′ |

### 5 тур
| Фарерские острова | 0:1   | Дания    |
| ----------------- | ----- | -------- |
|                   | отчёт | Винд 85′ |

| Израиль                                                 | 5:2   | Австрия                          |
| ------------------------------------------------------- | ----- | -------------------------------- |
| Соломон 5′ · Даббур 20′ · Захави 33′, 90′ · Вейсман 59′ | отчёт | Баумгартнер 42′ · Арнаутович 55′ |

| Шотландия | 1:0   | Молдова |
| --------- | ----- | ------- |
| Дайкс 14′ | отчёт |         |

### 6 тур
| Австрия | 0:1   | Шотландия        |
| ------- | ----- | ---------------- |
|         | отчёт | Дайкс 30′ (пен.) |

| Дания                                                                     | 5:0   | Израиль |
| ------------------------------------------------------------------------- | ----- | ------- |
| Поульсен 28′ · Кьер 31′ · Сков Ольсен 41′ · Дилейни 58′ · Корнелиус 90+1′ | отчёт |         |

| Фарерские острова          | 2:1   | Молдова       |
| -------------------------- | ----- | ------------- |
| Ольсен 68′ · Ватнсдаль 72′ | отчёт | Милинчану 84′ |

### 7 тур
| Шотландия                                  | 3:2   | Израиль                |
| ------------------------------------------ | ----- | ---------------------- |
| Макгинн 30′ · Дайкс 57′ · Мактоминей 90+4′ | отчёт | Захави 5′ · Даббур 32′ |

| Фарерские острова | 0:2   | Австрия                   |
| ----------------- | ----- | ------------------------- |
|                   | отчёт | Лаймер 26′ · Забитцер 48′ |

| Молдова | 0:4   | Дания                                                     |
| ------- | ----- | --------------------------------------------------------- |
|         | отчёт | Сков Ольсен 23′ · Кьер 34′ (пен.) · Нёргор 39′ · Меле 44′ |

### 8 тур
| Дания    | 1:0   | Австрия |
| -------- | ----- | ------- |
| Меле 53′ | отчёт |         |

| Фарерские острова | 0:1   | Шотландия |
| ----------------- | ----- | --------- |
|                   | отчёт | Дайкс 86′ |

| Израиль                 | 2:1   | Молдова          |
| ----------------------- | ----- | ---------------- |
| Захави 28′ · Даббур 49′ | отчёт | Николаеску 90+4′ |

### 9 тур
| Молдова | 0:2   | Шотландия                 |
| ------- | ----- | ------------------------- |
|         | отчёт | Паттерсон 38′ · Адамс 65′ |

| Австрия                                              | 4:2   | Израиль               |
| ---------------------------------------------------- | ----- | --------------------- |
| Арнаутович 51′ (пен.) · Шауб 62′, 72′ · Забитцер 84′ | отчёт | Битон 33′ · Перец 59′ |

| Дания                                           | 3:1   | Фарерские острова |
| ----------------------------------------------- | ----- | ----------------- |
| Сков Ольсен 18′ · Бруун Ларсен 63′ · Меле 90+3′ | отчёт | К. Ольсен 89′     |

### 10 тур
| Австрия                                                | 4:1   | Молдова        |
| ------------------------------------------------------ | ----- | -------------- |
| Арнаутович 4′, 55′ (пен.) · Триммель 22′ · Любичич 83′ | отчёт | Николаеску 60′ |

| Израиль                                     | 3:2   | Фарерские острова             |
| ------------------------------------------- | ----- | ----------------------------- |
| Даббур 30′ (пен.) · Вейсман 58′ · Перец 74′ | отчёт | Ватнхамар 62′ · К. Ольсен 72′ |

| Шотландия              | 2:0   | Дания |
| ---------------------- | ----- | ----- |
| Суттар 35′ · Адамс 86′ | отчёт |       |

## Бомбардиры
8 мячей
| - Эран Захави |

6 мячей
| - Мунас Даббур |

5 мячей
| - Марко Арнаутович | - Йоаким Меле | - Андреас Сков Ольсен |

4 мяча
| - Линдон Дайкс | - Джон Макгинн |

3 мяча
| - Кристоф Баумгартнер - Саша Калайджич | - Дор Перец - Ион Николаеску | - Кламинт Ольсен - Че Адамс |

2 мяча
| - Марсель Забитцер - Луис Шауб - Йонас Винд | - Миккель Дамсгор - Каспер Дольберг - Симон Кьер | - Шон Вейсман - Манор Соломон - Райан Фрейзер |

1 мяч
| - Александар Драгович - Конрад Лаймер - Деян Любичич - Кристофер Триммель - Мартин Брейтуэйт - Якоб Бруун Ларсен - Даниэль Васс - Томас Дилейни - Маркус Ингвартсен - Матиас Йенсен | - Андреас Корнелиус - Йенс Ларсен - Кристиан Нёргор - Юссуф Поульсен - Роберт Сков - Пьер-Эмиль Хейбьерг - Нир Биттон - Бибрас Натхо - Кэтэлин Карп | - Николае Милинчану - Хайни Ватнсдаль - Сольви Ватнхамар - Сонни Наттестад - Мейнхард Ольсен - Скотт Мактоминей - Натан Паттерсон - Джон Суттар - Грант Хэнли |